# العلاقات الجنوب إفريقية الزيمبابوية
العلاقات الجنوب أفريقية الزيمبابوية هي العلاقات الثنائية التي تجمع بين جنوب أفريقيا وزيمبابوي.

## مقارنة بين البلدين
هذه مقارنة عامة ومرجعية للدولتين:
| وجه المقارنة                                              | جنوب أفريقيا | زيمبابوي |
| --------------------------------------------------------- | --- | --- |
| المساحة (كم2)                                             | 1.22 مليون | 390.76 ألف |
| عدد السكان (نسمة)                                         | 57.73 مليون | 16.53 مليون |
| الكثافة السكانية (ن./كم²)                                 | 47.32 | 42.3 |
| العاصمة                                                   | بريتوريا، بلومفونتين، كيب تاون | هراري |
| اللغة الرسمية                                             | لغة إنجليزية، اللغة الأفريقانية، اللغة النديبلي الجنوبية، اللغة السوثو الشمالية، اللغة السوتية، لغة سوازي، اللغة التسونجا، اللغة التسوانية، اللغة الفيندية، اللغة الكوسية، اللغة الزولوية | لغة إنجليزية، اللغة الشونا، النديبيلية الشمالية ‏، لغة الشيشيوا، Barwe ‏، Kalanga language ‏، Tshwa language ‏، النداو ‏، اللغة التسونجا، لغة الإشارة الزيمبابوية ‏، اللغة السوتية، تونغا ‏، اللغة التسوانية، اللغة الفيندية، اللغة الكوسية |
| العملة                                                    | راند جنوب أفريقي | دولار أمريكي |
| الناتج المحلي الإجمالي (بليون دولار)                      | 349.42 مليار | 17.85 مليار |
| الناتج المحلي الإجمالي (تعادل القوة الشرائية) بليون دولار | 725.91 مليار | 27.88 مليار |
| الناتج المحلي الإجمالي الاسمي للفرد دولار أمريكي          | 5.72 ألف | 924 |
| الناتج المحلي الإجمالي للفرد دولار أمريكي                 | 13.05 ألف | 1.79 ألف |
| مؤشر التنمية البشرية                                      | 0.666 | 0.509 |
| رمز المكالمات الدولي                                      | +27 | +263 |
| رمز الإنترنت                                              | .za | .zw |
| المنطقة الزمنية                                           | ت ع م+02:00، أفريقيا/جوهانسبرغ ‏ | ت ع م+02:00 |

## مدن متوأمة
في ما يلي قائمة باتفاقيات التوأمة بين مدن جنوب أفريقية وزيمبابوية:
- ترتبط ديربان مع بولاوايو باتفاقية توأمة.

## منظمات دولية مشتركة
يشترك البلدان في عضوية مجموعة من المنظمات الدولية، منها:
| علم المنظمة | اسم المنظمة                                                | تاريخ انضمام جنوب أفريقيا | تاريخ انضمام زيمبابوي |
| ----------- | ---------------------------------------------------------- | ------------------------- | --------------------- |
|             | مجموعة التنمية لأفريقيا الجنوبية                           | ?                         | ?                     |
|             | مؤسسة التنمية الدولية                                      | 12 أكتوبر 1960            | 29 سبتمبر 1980        |
|             | الأمم المتحدة                                              | 7 نوفمبر 1945             | 25 أغسطس 1980         |
|             | منظمة التجارة العالمية                                     | 1995                      | ?                     |
|             | البنك الإفريقي للتنمية                                     | ?                         | ?                     |
|             | وكالة ضمان الاستثمار متعدد الأطراف                         | 10 مارس 1994              | 10 أبريل 1992         |
|             | مجموعة دول أفريقيا والكاريبي والمحيط الهادئ                | ?                         | ?                     |
|             | الاتحاد الأفريقي                                           | 6 يونيو 1994              | ?                     |
|             | العملية المشتركة للاتحاد الأفريقي والأمم المتحدة في دارفور | ?                         | ?                     |
|             | منظمة الشرطة الجنائية الدولية                              | ?                         | ?                     |
|             | الاتحاد الدولي للاتصالات                                   | 1910                      | 10 فبراير 1981        |
|             | الفريق المعني برصد الأرض                                   | ?                         | ?                     |
|             | البنك الدولي للإنشاء والتعمير                              | 27 ديسمبر 1945            | 29 سبتمبر 1980        |
|             | الاتحاد البريدي العالمي                                    | ?                         | ?                     |
|             | منظمة حظر الأسلحة الكيميائية                               | ?                         | ?                     |
|             | مؤسسة التمويل الدولية                                      | 3 أبريل 1957              | 29 سبتمبر 1980        |
|             | يونسكو                                                     | 4 نوفمبر 1946             | 22 سبتمبر 1980        |

## أعلام
هذه قائمة لبعض الشخصيات التي تربطها علاقات بالبلدين:
- جوني كليج (7 يونيو 1953 – )
- كانديس سوانبول (عارضة جنوب أفريقية، 20 أكتوبر 1988 – )

## وصلات خارجية
- موقع وزارة الخارجية الجنوب أفريقية
- موقع وزارة الخارجية الزيمبابوية